# Sellerio
La Sellerio Editore S.r.l. è una casa editrice italiana nata nel 1969 a Palermo da Elvira Giorgianni (allora funzionaria pubblica che si licenziò e investì la sua liquidazione di 12 milioni di lire nell'impresa) e suo marito Enzo Sellerio (fotografo) su ispirazione di Leonardo Sciascia e dell'antropologo Antonino Buttitta.

## Storia
La casa editrice fu fondata a Palermo nel 1969. Dopo qualche titolo nella collana d'esordio dal nome programmatico La civiltà perfezionata, la casa editrice ottiene visibilità nazionale (e internazionale) con la pubblicazione nel 1978 de L'affaire Moro di Sciascia. Cresce dunque il numero delle collane, a cominciare da La Memoria, oggi simbolo della produzione selleriana. Fra gli scrittori che hanno collaborato con la casa editrice: Gesualdo Bufalino, lanciato nel 1981, vincitore del Premio Campiello e del Premio Strega, e Andrea Camilleri ("padre" della serie TV Montalbano).
Nel 1983 la casa editrice è stata riorganizzata in due gestioni separate: Elvira Giorgianni pubblica narrativa e saggistica, mentre Enzo Sellerio pubblica libri d'arte e fotografia.
Le collane includono poi le più specialistiche Prisma e Biblioteca siciliana di storia e letteratura con i suoi Quaderni. Quindi La diagonale e La nuova diagonale. Diretta da Adriano Sofri Fine secolo, e dal classicista Luciano Canfora La città antica. Meno legate a tematiche uniche sono le collane Il divano (con suggestioni eccentriche e autori quali Giulio Angioni) e Il castello (che scommette nelle letterature straniere di minore attrattiva). Al 2012 il catalogo conta oltre tremila titoli. Erede del gruppo editoriale è  Antonio Sellerio, figlio di Enzo ed Elvira, laureato nel 1997 alla Bocconi con una tesi sull'azienda di famiglia. Tra i consulenti anche la sorella Olivia e l'italianista Salvatore Silvano Nigro.
Elvira Giorgianni è morta in data 3 agosto 2010 a Palermo. Il marito Enzo Sellerio è deceduto il 22 febbraio 2012.

## Tra gli scrittori italiani

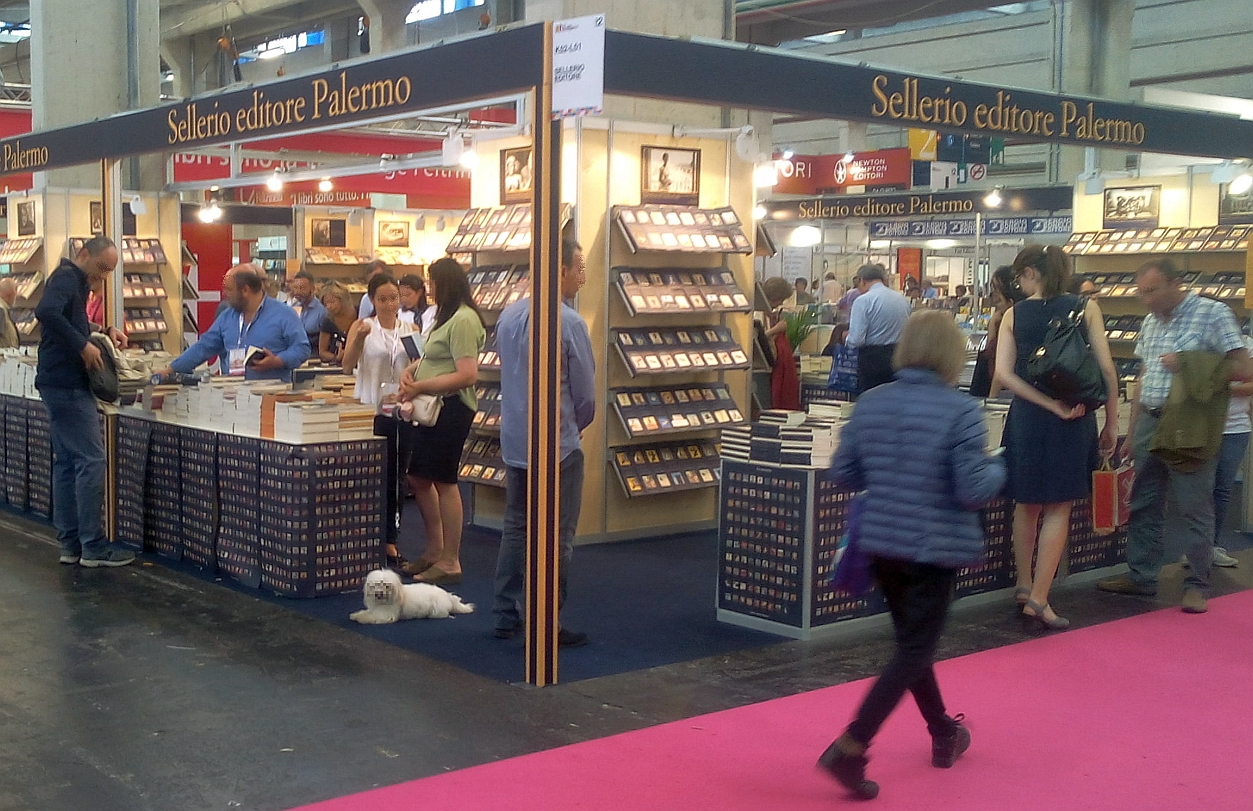
Lo stand Sellerio al Salone del libro 2017.

- Luisa Adorno
- Sebastiano Aglianò
- Giulio Angioni
- Maria Attanasio
- Sergio Atzeni
- Alessandro Barbero
- Gesualdo Bufalino
- Davide Camarrone
- Andrea Camilleri
- Luciano Canfora
- Gianrico Carofiglio
- Vincenzo Consolo
- Ugo Cornia
- Augusto De Angelis
- Marco Ferrari
- Pietro Grossi
- Carlo Lucarelli
- Marco Malvaldi
- Antonio Manzini
- Lorenza Mazzetti
- Giovanni Merenda
- Maria Messina
- Andrea Molesini
- Angelo Morino
- Laura Pariani
- Santo Piazzese
- Alessandro Robecchi
- Francesco Recami
- Federico Maria Sardelli
- Gaetano Savatteri
- Furio Scarpelli
- Giorgio Scerbanenco
- Leonardo Sciascia
- Adriano Sofri
- Fabio Stassi
- Antonio Tabucchi
- Turi Vasile
- Giosuè Calaciura
- Gioacchino Volpe

## Collane
- La memoria
- La rosa dei venti
- Il contesto
- Il divano
- Alle 8 di sera
- Nuovo prisma
- La nuova diagonale
- Galleria
- Le indagini di Montalbano
- Biblioteca siciliana di storia e letteratura
- Corti
- Il castello
- Il gioco delle parti. Romanzi giudiziari
- Il mare
- La diagonale
- Le parole e le cose
- Tutto e subito
- Fine secolo
- Quaderni della Biblioteca siciliana di storia e letteratura
- L'Italia
- La città antica
- Teatro
- Nuovo Museo
- L'isola
- La civiltà perfezionata
- Fantascienza
- Prisma
- Museo
- La pietra vissuta
- Le favole mistiche
- Fuori collana
- App
- Narrativa per la scuola
- La memoria illustrata
- I cristalli
- I cristallini
- Varia
- Cataloghi
- Bel vedere
- Diorama
- L'occhio di vetro
- La Cuba